# Universo CS (historieta)
El Universo CS es un universo ficticio de cómics creado en Chile por CS Media. 

## Descripción
Engloba todos los títulos publicados originalmente en la revista de cómics de antología Caleuche Comics (debut: Caleuche Comic n.º 1, octubre de 2005) y ahora en la revista Héroes (Héroes n.º 1, noviembre de 2006). 
Es un universo de ficción en el que todos los personajes de la editorial conviven entre sí, y muchas veces cosas que pasan en una serie repercuten en otras. Esto ayuda a darle coherencia y sentido de la continuidad a las historias. 
El universo CS tiene la singular distinción de ser el primer intento real de creación en Chile y probablemente toda Latinoamérica de un universo estilo DC Comics o Marvel.
Este universo fue creado en conjunto por los guionistas chilenos Carlos Badilla, Sebastián Castro y Brian Wallis, e ilustrado por jóvenes talentos chilenos, tales como Eduardo Brohmbley,  Karla Díaz, Mauricio Menares y Marcelo Ramírez, entre otros.
A pesar de una gran recepción por los fanes del Universo CS, Héroes solo ha publicado dos números hasta diciembre del 2006/enero del 2007.
Actualmente tras un comunicado de prensa en su sitio oficial los responsables de la publicación anuncian un inminente regreso a la publicación regular y nuevas actividades como la distribución digital gratuita de contenidos de cada serie del Universo CS.
A la fecha actual aún no son publicadas ni digitalmente ni en formato revistas las historias del Universo CS.

### Personajes del universo CS
Por aquí desfilan regularmente personajes tales como:
- El Brujo (ver El Brujo), un superhéroe haragán con poderes de la mitología chilota.
- Bichos Raros (ver Bichos Raros), una pandilla de jóvenes que resuelven misterios y mitos urbanos típicos chilenos.
- Eje Z (ver Eje Z), dos agentes estilo Hombres de Negro muy rudos y que tienen su propia agenda (por lo que no se pueden clasificar ni como héroes ni como villanos).
- Clérigo, un oscuro vigilante de las calles de Santiago de Chile.
- Curso Alternativo, un curso de colegio que se supone son la siguiente generación de héroes, por lo que son transportados a otra dimensión para entrenarlos.
- Pedro Urdemales, inspirado en la leyenda de Pedro Urdemales, el equivalente a puck de la cultura chilena, es un mago solitario y misterioso que al parecer no envejece y que también tiene su propia agenda.
- Ometav (ver Ometav), el conglomerado multinacional que ante los ojos del público aparece como una empresa filántropo pero que tiene oscuras intenciones.